# Chiesa della Natività di Maria Vergine (Piobesi Torinese)
La chiesa della Natività di Maria Vergine è la parrocchiale di Piobesi Torinese, in città metropolitana e arcidiocesi di Torino; fa parte del distretto pastorale Torino Sud-Est.

## Storia
La primitiva plebem in honorem sancte Dei genitricis Marie venne fondata presumibilmente nell'XI secolo dall'arcivescovo di Torino Landolfo.
Questo luogo di culto, gravemente danneggiato da una scossa sismica nel 1456, venne demolito e ricostruito ex novo; nel 1462 il vescovo Ludovico da Romagnano celebrò la consacrazione.
Alla fine del XIX secolo la chiesa era ormai insufficiente a soddisfare le esigenze dei fedeli e, così, il 6 ottobre 1885 avvenne la cerimonia di posa della prima pietra della nuova parrocchiale; l'edificio, costruito su disegno dell'ingegner Giovanni Battista Cravesana, fu consacrato l'8 settembre 1892.
In epoca postconciliare la chiesa venne adeguata alle nuove norme mediante la rimozione delle balaustre del presbiterio e l'aggiunta dell'ambone e dell'altare rivolto verso l'assemblea.

## Descrizione

### Esterno
La simmetrica facciata a salienti della chiesa, rivolta a oriente e intonacata, è tripartita verticalmente da quattro paraste doriche. L'alta porzione centrale presenta nel mezzo l'ampio portale maggiore, delimitato da una cornice e protetto da un portichetto, aperto su tre arcate a tutto sesto rette da quattro colonne corinzie e sormontato da una fronte a capanna; superiormente si staglia una grande nicchia a cinque arcate a tutto sesto, di cui la centrale più ampia, rette da sei colonne ioniche; in sommità si eleva un frontone triangolare spezzato con cornice a dentelli, contenente una trifora cieca suddivisa da pilastrini ionici. I due corpi laterali, coronati da frontoni triangolari spezzati, accolgono gli accessi secondari, protetti da arcate a tutto sesto sostenute da coppie di colonne corinzie.
Annesso alla parrocchiale è il campanile romanico, interamente rivestito in laterizio e sopraelevato nel 1769; l'alta e massiccia torre medievale presenta frontalmente alla base l'ampio portale d'ingresso ad arco ogivale, fortemente strombato, e si eleva su cinque ordini, contenenti monofore a sesto acuto e suddivisi tra loro da cornici marcapiano con motivi a denti di sega. In sommità la cella campanaria presenta su ogni lato un'ampia bifora ogivale con colonnina dorica centrale ed è coperta nel mezzo da un'aguzza guglia a base ottagonale, innalzata tra quattro piccoli pinnacoli posti alle estremità.

### Interno
L'interno dell'edificio, la cui pianta è a croce latina, è suddiviso in tre navate, di cui la centrale coperta dal soffitto a cassettoni e le laterali voltate a vela, da colonne e pilastri sorreggenti degli archi a tutto sesto sopra i quali corre la cornice aggettante su cui si imposta un registro abbellito da semicolonne; al termine dell'aula si sviluppa il presbiterio, sopraelevato di due gradini, ospitante l'altare maggiore e chiuso dall'abside semicircolare.